# کونوشانلار
کونوشانلار (به ترکی استانبولی: Konuşanlar) نام یک برنامه ی کمدی بسیار محبوب ساخت ترکیه است.
این برنامه که حسن جان کایا اجرای آن را بر عهده دارد توسط پلتفرم اینترنتی Exxen توزیع می شود.
تا تاریخ ۱۵ آگوست ۲۰۲۳ میلادی ۱۱۱ قسمت از این برنامه در قالب سه فصل توزیع شده است.
این برنامه علاوه بر ترکیه در جمهوری آذربایجان،ایران و... بینندگان زیادی دارد.
قسمت جدید این برنامه هر هفته روز جمعه ساعت ۲۴ در پلتفرم اینترنتی Exxen منتشر می شود.

## شکل برنامه
در هر قسمت از این برنامه افرادی با تهیه ی بلیط در استودیو حضور می یابند.با توجه به استقبال بالا تهیه ی بلیط دشوار گزارش شده است.
در طول برنامه افراد حاضر به گفتگو با حسن جان کایا پرداخته و خاطرات خرابکاری ها و فانتزی های خود را تعریف می کنند.آن دسته از افرادی که که در طی این گفتگو ها مورد توجه حسن جان کایا قرار بگیرند به عنوان شرکت کننده به صحنه ی اصلی دعوت می شوند.گفتگو با این شرکت کنندگان و دیگر حاضرین ادامه یافته و در نهایت فردی که بیشترین امتیاز را از حسن جان کایا دریافت کند به عنوان فرد پیروز معرفی شده و جایزه ی ویژه را دریافت می کند.
همچنین در طول برنامه برخی از حاضرین بلیط کنسرت رایگان به عنوان جایزه دریافت می کنند.
گاها افراد مشهور نیز مهمان این برنامه می شوند.